# Дієго Пенні
Дієго Пенні (ісп. Diego Penny, нар. 22 квітня 1984, Ліма) — перуанський футболіст, воротар клубу «Спортінг Крістал».
Виступав, зокрема, за клуби «Коронель Болоньєсі», «Бернлі» та «Хуан Ауріч», а також національну збірну Перу.

## Клубна кар'єра
У дорослому футболі дебютував 2004 року виступами за команду клубу «Коронель Болоньєсі», в якій провів чотири сезони, взявши участь у 181 матчі чемпіонату. Більшість часу, проведеного у складі «Коронель Болоньєсі», був основним голкіпером команди.
Своєю грою за цю команду привернув увагу представників тренерського штабу клубу «Бернлі», до складу якого приєднався 2008 року підписавши трирічний контракт. Дебютував у складі англійського клубу 9 серпня 2008 у матчі проти «Шеффілд Венсдей». Надалі він лишався в запасі, провівши свій другий матч лише в сезоні 2009/10. 16 серпня 2010 він залишив Бернлі за взаємною згодою і повернувся на батьківщину в Перу. Загалом за «Бернлі» він провів у різних турнірах лише чотири матчі.
2010 року уклав контракт з клубом «Хуан Ауріч», у складі якого провів наступні два роки своєї кар'єри гравця.  Граючи у складі «Хуан Ауріча» також здебільшого виходив на поле в основному складі команди.
До складу клубу «Спортінг Крістал» приєднався 2013 року. Відтоді встиг відіграти за команду з Ліми 111 матчів в національному чемпіонаті.

## Виступи за збірну
2006 року дебютував в офіційних матчах у складі національної збірної Перу. Наразі провів у формі головної команди країни 10 матчів.
У складі збірної був учасником Кубка Америки 2015 року у Чилі, на якому команда здобула бронзові нагороди, Кубка Америки 2016 року у США.

## Титули і досягнення

### Клубні
- «Хуан Ауріч»

Чемпіон Перу (1): 2011
- «Спортінг Крістал»

Чемпіон Перу (1): 2014

### Збірна
- Перу

Бронзовий призер Кубка Америки: 2015